# Ado-Ekiti
Ado-Ekiti és una ciutat de Nigèria, capital de l'estat Ekiti, al sud-oest de Nigèria. Es troba a les muntanyes Ioruba, en la intersecció de les carreteres d'Akure, Ilawe, Ilesha, Ila (Illa), i Ikare, i està situat a 148 quilòmetres a l'est-nord-est d'Ibadan. És un centre urbà i industrial de la regió. Té una població (2008) de 348.059 habitants.
Va ser fundada pel poble ekiti, un subgrup ioruba. Fou el centre del regne d'Ado. La ciutat d'Ado-Ekiti va pertànyer a la confederació Ekiti-Parapo o Ekitiparapo que significa "Junts amb Ekiti", constituïda amb forces combinades d'Ijesa, Igbomina i Ekiti per lluitar per la independència dels seus pobles contra Ibadan que els disputava el control de les rutes comercials cap a la costa. Vegeu Regne d'Ado.
A Ado-Ekiti es va establir una gran fàbrica tèxtil el 1967; els seus habitants tenen una llarga tradició de teixir cotó. La ciutat també produeix sabates i ceràmica i és un punt de recollida per cultius comercials com el tabac, el cacau, oli de palma, grans i cotó. El nyam, la iuca, el blat de moro, arròs de secà, fruites, carabasses, productes de palma, i okra es comercialitzen a nivell local. Ado-Ekiti és la seu de la Universitat de l'Estat d'Ekiti (1982) i una universitat politècnica Federal.

## Història
Ado-Ekiti es troba és una terra que ha estat contínuament habitada i ocupada per comunitats humanes des de temps immemorials. La investigació disponible mostra que les societats humanes d'antiguitat desconeguda van ocupar aquesta terra fa uns onze mil anys. Aquests antics habitants van ser probablement els mateixos o progenitors/avantpassats dels Igbon prop d'Ogotun, Erijiyan, Ijero, Ulesun i Asin (prop d'Ikole) doncs les tradicions autòctons disponibles mostren que havien viscut allí o prop des de temps immemorials. No se sap la seva procedència i per quant de temps havien viscut en aquests llocs. L'assentament d'Ulesun sembla el més conegut, aparentment a causa de la seva grandària i pel nombre de les seves comunitats subordinades especialment Aso, Ulero, Isinla, Ilamoji, Ukere i Agbaun (prop d'Igbemo); la seva religió tradicional estava ben organitzada incloent les seves festes; la seva ubicació era al cor del país Ekiti. Aquests pobles antics eren els avantpassats dels ekitis, i van ser amfitrions en els segles vii i viii, fa uns 1.200 anys, de les onades d'immigrants de les conques dels rius Níger i Benue; aquests emigrants es van establir entre els antics ekitis, i eren menors en nombre i per tant, els amfitrions culturalment els van absorbir. Amb el temps els nou vinguts i els aborígens es van fusionar.
Després de moltes generacions, una nova onada de grups d'immigrants va penetrar en aquest territori; el seu líder era Ewi, segon successor del príncep Biritiokun, fill d'Oduduwa, que havia deambulat tot el camí des dels boscos de Benín; el líder va rebre el malnom d'Awamaro. La gent d'Ulesun els van donar la benvinguda amb gust i comitès de veïns es van unir per ajudar el seu assentament (es van construir granges per a ells) a Oke-Ibon i a Odo Ijigbo. Amb el temps, Ewi i el seu poble va trencar els acords polítics existents, van conquerir la comunitat Ulesun i van desplaçar al seu governant Elesun establint una nova ciutat que Awamaro va anomenar Ado, que significa "aquí estem acampats". Ewi Awamaro i els seus successors van conquistar pobles a la rodalia i van reemplaçar els seus governants pels seus propis lleials incondicionals, i descendents de la família reial. Els ciutadans importants d'aquestes comunitats conquerides van ser reubicats a Ado. Ewi va suplantar a Elesun com a governant sobirà de la població aborigen i dels colons, molts dels caps d'Elesun van ser confirmats als seus càrrecs, però van haver de jurar lleialtat al ewi. Molts dels ewi posteriors van ampliar el regne per la força de les armes, van annexar territoris i va donar a aquests territoris a prínceps de la família reial, i els seus títols es van convertir en hereditaris.
L'expansió i creixement de Ado-Ekiti i del regne d'Ado va durar més de 400 anys. En el curs d'aquesta expansió, Ado es va associar amb certes característiques; per exemple els ciutadans del regne en general, i els de la ciutat d'Ado-Ekiti, en particular, tenien la reputació d'una gran atenció a la neteja. tradicions populars d'aquesta naturalesa retraten la posició eminent d'Ado-Ekiti. En primer lloc, Ado-Ekiti estava situada al cor del país Ekiti i estava per tant menys exposada als atacs transfronterers o influències de fora. En conseqüència, durant molts segles, grups d'immigrants que buscaven refugi es van establir a Ado-Ekiti i diverses altres comunitats Ado. Molts d'aquests immigrants eren refugiats que van deixar els seus antics llocs d'origen en parts del país Ekiti, com Akoko, Owo, etc., on els seus líders van perdre el poder. Alguns eren captius de guerra que van ser portats en massa pel cap militar local Aduloju (+1902) a la segona meitat del segle xix, i pels seus lloctinents, de les seves guerres dels anys 1870 i 1880 en algunes parts d'Owo, Ose i Akoko. Es van establir en comunitats ado on van augmentar la població local, i van enriquir la cultura amb diverses aportacions incloent els seus noms, llinatges i festivals. En circumstàncies similars, els ciutadans de les comunitats ado van deixar la seva pàtria i es van establir en uns pocs llocs del país fins Ijesa. Ibadan va saquejar moltes comunitats ado el 1873 i va fer un enorme botí de presoners de guerra i altres captius que finalment es van establir a Iwo, Ibadan i algunes ciutats de Remo com Iperú i Makun Sagamu. No obstant això, les comunitats ado especialment la ciutat d'Ado-Ekiti, van compensar part de les seves pèrdues amb un gran nombre d'esclaus i presoners de guerra d'Owo, Ose i Akoko.
Vegeu: Regne d'Ado
Des de la dècada de 1880, els agents dels britànics, especialment els missioners cristians van penetrar a l'interior del país ioruba, en un intent de posar fi a les guerres, en particular, les guerres d'alliberament que les comunitats Ekitiparapo (Junts amb Ekiti) van lliurar contra Ibadan des d'octubre de 1879. Al juny de 1886, oficials polítics militars van imposar a les parts bel·ligerants la signatura d'una treva i al març de 1893, el governador Carter de Lagos va visitar Ibadan i els camps d'Igbajo i Imesi-Ile al país Ekiti, i es va acabar la guerra, portant als líders a signar tractats que prohibien el comerç d'esclaus i l'esclavatge, els sacrificis humans i l'ús de les armes per resoldre conflictes. L'administració britànica a Lagos (que tenia autoritat sobre l'anomenada Iorubalàndia o protectorat de Lagos a partir de 1893) va proclamar una emancipació general per als esclaus i va ordenar als esclaus que ho desitgessin tornar a les seves antigues terres natals. Com a resultat, nombrosos ciutadans del país Ekiti en general i, en particular, d'Ado van tornar de la seva captivitat. Els britànics van establir el seu domini colonial sobre vasts territoris i el 1906, una sèrie de districtes es va convertir en Nigèria del Sud. Amb el temps, altres reorganitzacions van portar a la creació el gener de 1913 del districte d'Ekiti, amb seu a Ado-Ekiti.